# Fernando Diniz
Fernando Diniz Silva (ur. 27 marca 1974 w Patos de Minas) – brazylijski piłkarz występujący na pozycji ofensywnego lub środkowego pomocnika, trener piłkarski.